# Cincinnati Cyclones
Cincinnati Cyclones – amerykański klub hokeja na lodzie z siedzibą w Cincinnati.

## Historia
Rozróżnić należy trzy osobne podmioty prawne. Pierwszy byt Cincinnati Cyclones istniał w latach 1990–1992	 w lidze ECHL, a jego kontynuatorami byli kolejno Birmingham Bulls (1992–2001), Atlantic City Boardwalk Bullies (2001–2005), Stockton Thunder (2005–2015), Adirondack Thunder (od 2015).
Od 1992 do 2001 istniał klub Cincinnati Cyclones w lidze IHL.
W latach 1995 do 1998 istniał klub Louisville RiverFrogs w lidze ECHL, którego następcą był Miami Matadors (1998-1999), a od 2001 jest obecny Cincinnati Cyclones.
W przeszłości drużyna była zespołem farmerskim dla klubów San Antonio Rampage z AHL oraz Buffalo Sabres z NHL, ponadto New Jersey Devils (1991-1993), Carolina Hurricanes (1999-2001), Nashville Predators z NHL i Milwaukee Admirals z AHL. Drużyna została zespołem farmerskim dla klubów Rochester Americans z AHL oraz Florida Panthers z NHL.
Z uwagi na pandemię COVID-19 klub zawiesił występy w sezonie ECHL 2020/2021. Po powrocie do uczestnictwa w rozgrywkach zespół został farmą dla Columbus Blue Jackets.

## Sukcesy
- Mistrzostwo w sezonie regularnym ECHL: 2008, 2019
- Mistrzostwo dywizji ECHL: 1996, 2008, 2009, 2013, 2019
- Mistrzostwo konferencji ECHL: 2008, 2010, 2014
- Kelly Cup – mistrzostwo ECHL: 2008, 2010
- Finał o Kelly Cup w ECHL: 2014

## Zawodnicy
Zastrzeżone numery:
- 7 - siódmy zawodnik (kibice)
- 22 - Don Biggs
- 13 - Paul Lawless
- 14 - Pete Rose
- 21 - Gilbert Dionne